# Джозеф, Маркус Джозеф
Джозеф Маркус Джозеф (англ. Joseph Marcus Joseph; 16 апреля 1826, Бомбей — 17 октября 1886 года, Мадрас) —  армянский врач, доктор медицины, служивший в Индийской медицинской службе, к которой он присоединился в 1852 году.  

## Биография
Родился в Бомбее, доктор Джозеф прошёл обучение в больнице Св. Георгия в Лондоне и стал MRCS и LRCP. Он также учился в Глазго, став доктором медицины. Джозеф был членом Королевского колледжа врачей Эдинбурга и членом коллегии Inner Temple. После карьеры, охватывающей тридцать три года, доктор Джозеф вышел на пенсию из Индийской медицинской службы в 1885 году и получил весьма существенную на тот момент пенсию в размере 950 фунтов стерлингов.
Умер в Мадрасе на шестьдесят первом году жизни, оставив вдову и пять дочерей. На памятнике, покрывающем его могилу на армянском кладбище в Мадрасе, начертаны следующие строки:  «Посвящен памяти Джозефа Маркуса Джозефа, доктора медицины, главного хирурга (в отставке), Мадрасской армии, который умер в Мадрасе 17 октября 1886 года в возрасте 60 лет и 6 месяцев. Этот памятник воздвигнут в память о нем его скорбящей вдовой».